# Pablo Pacheco
Pablo Pacheco (1908. május 23. – ...), perui válogatott labdarúgó.
A perui válogatott tagjaként részt vett az 1930-as világbajnokságon.

## Külső hivatkozások
- Pablo Pacheco a FIFA.com honlapján Archiválva 2015. február 4-i dátummal a Wayback Machine-ben